# Het Goede Doel
Het Goede Doel (ang. The Good Cause) – holenderski zespół popowy z Utrechtu. 

## Historia
Zespół założony został w 1978 roku w holenderskim mieście Utrecht. Trzon zespołu tworzyli kompozytor Henk Temming, autor tekstów Henk Westbroek i producent Sander van Henk. Temming i Westbroek byli wokalistami, zaś van Herk-gitarzystą prowadzącym. W 1982 roku Het  Goede Doel wydał swój debiutancki album, België, który okazał się być wielkim sukcesem w Holandii. Płyta zawierała m.in. utwory België (Is Er Leven Op Pluto?) oraz Vriendschap, które zostały hitami. W tym samym roku Temming i Westbroek wydają bożonarodzeniowy singiel. W 1983 nagrano, pod nazwą The Good Cause, angielską wersję utworu België, zatytułowaną Luxembourg, później powstaje również niemieckojęzyczna wersja – Belgien (Komm, wir fliegen zum Pluto). Kolejne albumy zespołu nie sprzedają się jednak dobrze. Zespół rozpadł się w 1991 roku.
W 2001 roku zespół zagrał koncert w pierwotnym składzie z okazji 10. rocznicy rozpadu. Westbroek i Temming kontynuowali działalność i wydali trzy kolejne albumy.

## Skład
Zespół tworzyli:
- Ab Tamboer
- Dennis Ringeling
- Hans Boosman
- Henk Temming
- Henk Westbroek
- Piet Leenders
- Ron Visser
- Ronald Jongeneel
- Sander van Herk
- Stephan Wienjus